# 蜜雪兒·美玲
蜜雪兒·美玲（英語：Michelle Maylene，1987年1月20日—），是一位美國成人片影星。

## 獲獎或入圍
- 2005年：成人電影評論家組織獎（英语：XRCO Award）入圍 – Cream Dream[1]
- 2007年：成人影帶新聞獎 入圍 – 最佳新人[2]
- 2008年：成人影帶新聞獎 入圍 – 年度跨界最佳演繹明星

## 外部連結
- 蜜雪兒·美玲的X（前Twitter）
- 蜜雪兒·美玲的Facebook專頁
- Michelle Maylene在互联网电影资料库（IMDb）上的資料（英文）
- Michelle Maylene在網際網路成人電影資料庫
- 成人電影資料庫上Michelle Maylene的资料（英文）